# Landschaftsschutzgebiet Sylbecke

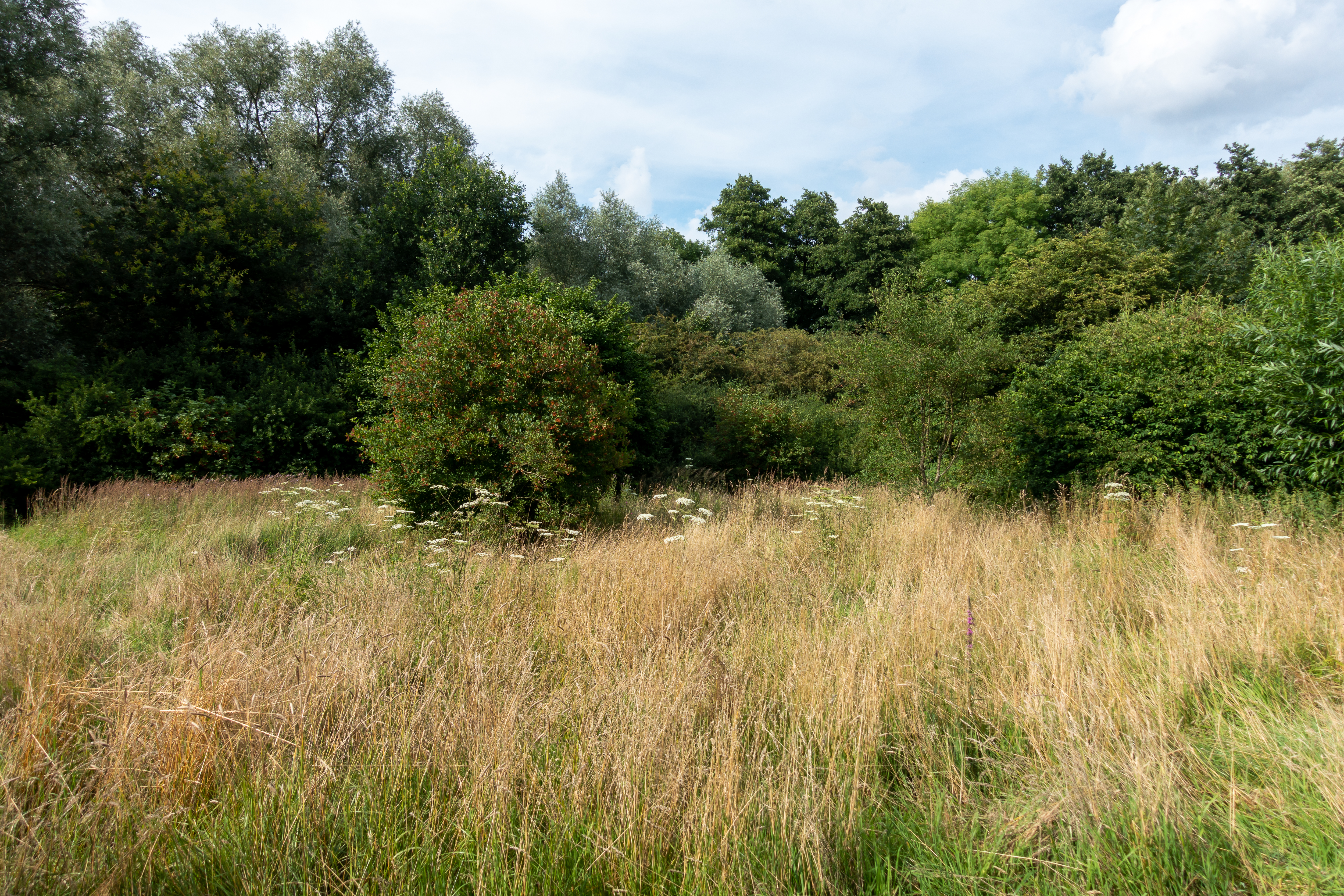
Landschaftsschutzgebiet Sylbecke

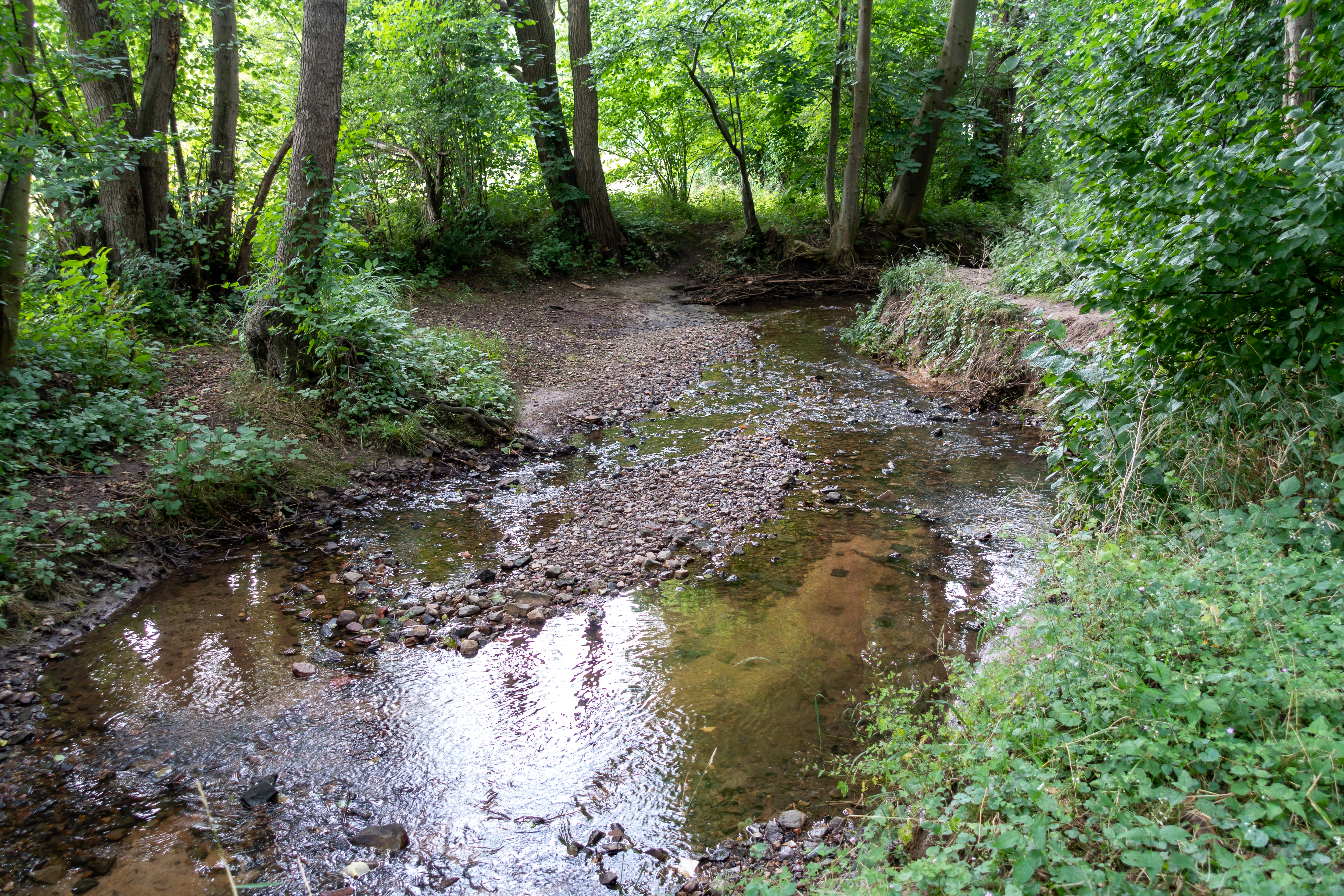
Sylbecke

Das Landschaftsschutzgebiet Sylbecke mit etwa 42 ha Flächengröße liegt im nördlichen Bereich von Detmold. Es wurde 2006 mit dem Landschaftsplan Detmold durch den Kreistag des Kreises Lippe als Landschaftsschutzgebiet (LSG) ausgewiesen.

## Beschreibung
Das LSG umfasst das naturnahe Bachtal der Sylbecke von der Quelle bis kurz vor der Mündung in den Oetternbach. Die Braker Straße teilt das Landschaftsschutzgebiet in zwei Teilflächen. Das LSG grenzt südlich und nördlich direkt an die Bundesstraße 239 (B239). Die Unterquerung B239 gehört zum LSG. Die Bebauung von Detmold grenzt teilweise direkt an das Schutzgebiet. Zwischen Braker Straße und dem Wald am Gut Herberhausen renaturierte man die Sylbecke im Rahmen von Ausgleichsmaßnahmen auf einer Strecke von etwa 500 Metern. In Teilbereichen steht ein Erlen-Ufergehölz am Bach und am Unterlauf ein altes Ufergehölz mit Pappeln, Silberweiden und Erlen. Östlich der Lemgoer Straße liegt eine Feuchtwiese mit Beständen Schwertlilie, Mädesüß und Rohrglanzgras. Nach der Feuchtwiese eine extensiv genutzte Weide. Die Sylbecke ist im Mittellauf 1 m breit, später 2,5–3 m und hat eine sandig-kiesige Bachsohle.
Der strukturreiche Wald am Gut Herberhausen, der zum LSG gehört, zeichnet sich durch einen hohen Altholzanteil aus. Die Buchen-Hallenbestände hatten bei LSG-Ausweisung einen Stammdurchmessern von etwa 90 cm. Im Buchenwald ist teilweise Eiche beigemischt und örtlich kommen alte Eschen-Hainbuchenbestände mit deckendem Efeu-Vorkommen in Krautschicht vor. Der Wald ist sehr struktur- und totholzreich.

## Schutzzwecke für das LSG
Laut Landschaftsplan erfolgte die Ausweisung des LSG
- „zur Erhaltung und Wiederherstellung der Leistungsfähigkeit des Naturhaushaltes in ökologisch besonders wertvoll strukturierten Bereichen mit Wasser-, Klima- und Biotopschutzfunktionen,“
- „zur Erhaltung und Wiederherstellung von Quellbereichen und naturnahen Fließgewässern, Wald- und Grünlandbereichen unterschiedlicher Feuchtestufen, Feldgehölzen, Hecken und Obstwiesen,“
- „zur Erhaltung morphologisch ausgeprägter Bereiche zur Sicherung der landschaftlichen Eigenart und Vielfalt für die Erholung,“
- „zur Erhaltung wertvoller Biotopkomplexe aus Wald-Grünlandbereichen, Fließgewässern und Quellen sowie Biotopen nach § 62 LG mit wichtigen Refugial-, Puffer-, Trittstein- und Vernetzungsfunktionen,“
- „zur Erhaltung und Wiederherstellung wichtiger Rückzugsräume für die bedrohte Tier- und Pflanzenwelt,“
- „zur Sicherung der das Orts- und Landschaftsbild gliedernden und belebenden und die dörflichen Siedlungsstrukturen prägenden Freiraumelemente.“[1]

## Rechtliche Vorschriften
Im Landschaftsschutzgebiet ist unter anderem das Errichten von Bauten und Fischteichen verboten. Grün- und Brachland darf nicht in eine andere Nutzungsart umgewandelt oder umgebrochen werden.